# Rövid orsócsonti csuklófeszítő izom

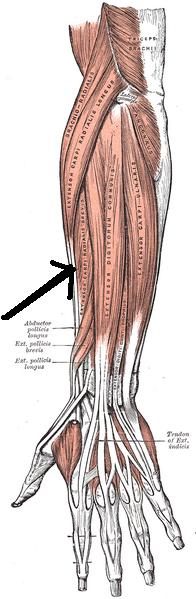
(a nyíl mutatja)Az izom alig látható, mert befut a kézfej alsó részére

A rövid orsócsonti csuklófeszítő izom (latinul musculus extensor carpi radialis brevis) egy speciális emberi izom.

## Eredés, tapadás, elhelyezkedés
A felkarcsont (Humerus) alsó részének egyik dudorán a külső könyökdudoron (Epicondylus lateralis humeri) ered és végig futva az orsócsonton (Radius) és a csuklón a III. kézközépcsont (III.metacarpus) alapján tapad meg az izom ín folytatásával (Tendo musculi extensor carpi radialis brevis).

## Funkció
Ugyanazt végzi, mint a hosszú fej: feszíti (dorsalflexio) és távolítja (abductio) a kezet a csuklóízületben (a törzstől).

## Vérellátás, beidegzés
Az arteria radialis (orsócsonti artéria) látja el vérrel. A nervus radialis (orsócsonti ideg) idegzi be.